# John Dewey
John Dewey   (Burlington, 20 d'octubre de 1859 - Nova York, 1 de juny de 1952) va ésser un filòsof, pedagog i psicòleg estatunidenc. En la línia pragmàtica de William James i el seu mètode, la filosofia de Dewey és una aplicació del mètode científic a la filosofia. La base de la seva pedagogia és l'educació per a l'acció. Les seves concepcions sobre socialització i educació social han exercit una gran influència en la pedagogia contemporània, especialment entre els educadors adscrits al moviment de l'escola nova.

## Biografia
John Dewey va néixer a Burlington, Vermont, en una família de modestos recursos. Va ser un dels quatre nois nascuts d'Archibald Sprague Dewey i Lucina Artemisia Rich Dewey. El seu primer fill també es deia John, però va morir en un accident el 17 de gener de 1859. El segon John Dewey va néixer el 20 d'octubre de 1859, quaranta setmanes després de la mort del seu germà gran. Igual que el seu germà gran i supervivent, Davis Rich Dewey, va assistir a la Universitat de Vermont, on es va iniciar a Delta Psi, i es va graduar en Phi Beta Kappa el 1879.
Dewey va estudiar primerament a la Universitat de Vermont, on es va graduar amb honors el 1879.
Un professor de Dewey a la Universitat de Vermont va ser Henry Augustus Pearson Torrey (HAP Torrey), gendre i nebot de l'antic president de la Universitat de Vermont Joseph Torrey. Dewey va estudiar en privat amb Torrey entre la seva graduació a Vermont i la seva inscripció a la Universitat Johns Hopkins.
Els tres anys següents va exercir com a professor. En primer lloc d'educació secundària a Oil City i, l'últim curs, a una escola primària de Charlotte. El 1882 va entrar a la Universitat Johns Hopkins de Baltimore. Tan sols dos anys després es va doctorar amb una tesi anomenada The Psychology of Kant. Juntament amb el filòsof prussià, Hegel i Darwin foren les seves altres grans influències.
El 1894 va començar la seva carrera docent a la Universitat de Michigan. Deu anys després, el 1894, es va traslladar a la Universitat de Chicago, on va començar a centrar-se en els temes educatius. El 1900 va marxar per ensenyar pedagogia a l'escola de matèria de la Universitat de Nova York. Quatre anys després va deixar la seva plaça i va treballar a la Universitat de Colúmbia abans de jubilar-se. El 1905 va esdevenir president de l'American Philosophical Association, havent estat també membre de l'American Federation of Teachers.
Dewey va casar-se dos cops. La primera el 1886 amb una antiga alumna anomenada Alice Chipman, amb la qual va col·laborar en temes educatius. La segona ja va ser amb 87 anys i va adoptar dos xiquets. Va morir l'1 de juny de 1952 a l'edat de 92 anys.

## Psicologia funcional
A la Universitat de Michigan, Dewey va publicar els seus dos primers llibres, Psychology (1887) i New Essays Concerning the Human Understanding (1888), de Leibniz, que expressaven el primer compromís de Dewey amb el neohegelianisme britànic. A Psicologia, Dewey va intentar una síntesi entre l'idealisme i la ciència experimental.
Encara que era professor de filosofia a Michigan, Dewey i els seus col·legues més joves, James Hayden Tufts i George Herbert Mead, juntament amb el seu estudiant James Rowland Angell, tots molt influenciats per la publicació recent de William James Principles of Psychology (1890), van començar a reformular la psicologia, posant èmfasi en l'entorn social en lloc de l'activitat de la psicologia i el comportament de la psicologia com feien Wilhelm Wundt i els seus seguidors.

El 1894, Dewey s'havia unit a Tufts, amb qui més tard va escriure Ethics (1908) a la recentment fundada Universitat de Chicago i va convidar Mead i Angell a seguir-lo, els quatre homes que formaven la base de l'anomenat grup de Chicago de psicologia.

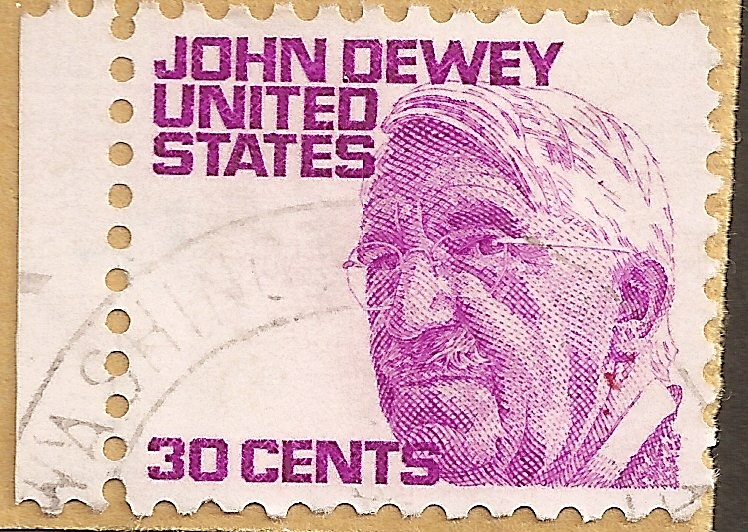
Segell commemoratiu estatunidenc en honor de John Dewey.

El seu nou estil de psicologia, més tard anomenada psicologia funcional, tenia un èmfasi pràctic en l'acció i l'aplicació. A l'article de Dewey The Reflex Arc Concept in Psychology que va aparèixer a Psychological Review el 1896, raona en contra de la comprensió tradicional d'estímul-resposta de l’arc reflex a favor d'un relat "circular" en què allò que serveix com a "estímul" i com a "resposta" depèn de com es considera la situació i defensa la naturalesa unitària del circuit motor sensorial. Tot i que no nega l'existència d'estímul, sensació i resposta, no estava d'acord que fossin esdeveniments separats i juxtaposats que passaven com a baules d'una cadena. Va desenvolupar la idea que hi ha una coordinació per la qual l'estimulació s'enriqueix amb els resultats d'experiències prèvies. La resposta està modulada per l'experiència sensorial.
Dewey va ser escollit president de l'Associació Americana de Psicologia el 1899.
Dewey també va expressar interès pel treball en psicologia de la percepció visual realitzat pel professor d'investigació de Dartmouth Adelbert Ames Jr. No obstant això, va tenir grans problemes per escoltar, perquè se sap que Dewey no podia distingir els tons musicals, és a dir, patia d'amúsia.

## Pensament
Els motius principals que conformen el seu pensament són, en primer lloc la teoria i la pràctica de l'ensenyament i l'elaboració d'un mètode que estableixi una connexió sense discontinuïtat entre la moral i la ciència. Per a Dewey l'experiència no és una acció en un sentit subjecte-objecte, sinó el resultat d'una relació en els dos sentits. Dewey aplica a la filosofia el mètode de la investigació científica.
Dewey critica la concepció clàssica liberal de l'individualisme que considera els individus com entitats independents en competició entre altres individus. Per a Dewey la vida social comporta una coordinació dels diferents interessos i cada individu només es pot sostenir en una societat on els avantatges de cada individu estigui vinculada a les de la totalitat.
Per a la concepció clàssica liberal de l'individualisme és un valor la inexistència de limitacions a la pròpia llibertat per a aconseguir els propis objectius, llibertat protegida per un cercle de drets. Per a Dewey això no és suficient; és necessari que l'individu reconegui la seva capacitat per enfrontar-se als propis objectius, la dificultat dels quals ha de ser coneguda i revisada. També és necessari que la persecució dels propis fins comporti la participació en les condicions socials que envolten la individualitat i tot això ha de portar-se a la pràctica.

## Obres principals
- «The New Psychology". Andover Review, 2, 278-289 (1884) «Enllaç».
- «The Ego as Cause». Philosophical Review, 3,337-341. (1894) «Enllaç».
- «The Reflex Arc Concept in Psychology» Arxivat 2006-10-20 a Wayback Machine. (1896)
- My Pedagogic Creed (1897)
- L'infant i el currículum (1902)
- «The Postulate of Immediate Empiricism» Arxivat 2006-05-29 a Wayback Machine. (1905)
- «Democracy and Education» Arxivat 2007-06-22 a Wayback Machine. (1916)
- Com pensem (1910)
- La reconstrucció en la filosofia (1919)
- Naturalesa humana i conducta (1922)
- The Public and its Problems (1927)
- La recerca de la certitud (1929)
- Experiència i naturalesa (1929)
- El vell i el nou individualisme (1930)
- Filosofia i civilització (1931)
- L'art com a experiència (1934)
- Una fe comuna (1934)
- Liberalisme i Acció social (1935)
- Experiència i educació (1938)
- Lògica: la teoria de la investigació (1938)
- Llibertat i cultura (1939)
- Knowing and the Known (1949) (amb Arthur Bentley)[11]

Dues antologies de les obres de Dewey estan a l'abast del públic:
The Essential Dewey: Volumes 1 and 2. Editat per Larry Hickman i Thomas Alexander. (1998). Indiana University Press.
The Philosophy of John Dewey. Editat per John J. McDermott. (1981). University of Chicago Press.
Els textos complets de Dewey són recollits en tres col·leccions (compostes per 37 volums en total) des de la següent pàgina web: Southern Illinois University Press (Arxivat 2007-06-10 a Wayback Machine.):
The Early Works: 1892-1898 (5 volums)
The Middle Works: 1899-1924 (15 volums)
The Later Works: 1925-1953 (17 volums)
La correspondència de John Dewey (en 3 volums) es pot consultar a:
CD-ROM (Arxivat 2005-12-31 a Wayback Machine.).

## Obres sobre Dewey
- Boisvert, Raymond (1997): John Dewey: Rethinking Our Time. SUNY Press.
- Campbell, James (1995): «Understanding John Dewey: Nature and Cooperative Intelligence». Open Court Publishing Company.
- Hickman, Larry A (1992): «John Dewey's Pragmatic Technology». Indiana University Press.
- Martin, Jay (2003): The Education of John Dewey. Columbia University Press.
- Rockefeller, Stephen (1994): John Dewey: Religious Faith and Democratic Humanism. Columbia University Press.
- Roth, Robert J. (1962): John Dewey and Self-Realization. Prentice Hall.
- Ryan, Alan (1995): John Dewey and the High Time of American Liberalism. W.W. Norton.
- Sleeper, R.W. (2001): «The Necessity of Pragmatism: John Dewey's Conception of Philosophy». Introduction by Tom Burke. University of Illinois Press.
- Westbrook, Robert B. (1991): John Dewey and American Democracy. Cornell University Press.
- Morton White (1943): The Origin of Dewey's Instrumentalism. Columbia University Press.
- Caspary, William R. (2000): Dewey on Democracy. Cornell University Press.
- Seigfried, Charlene Haddock (2001): Feminist Interpretations of John Dewey. Penn State University Press.
- Shook, John (2000): Dewey's Empirical Theory of Knowledge and Reality. The Vanderbilt Library of American Philosophy.